# Climat du Rhône
Le climat du Rhône est de type semi-continental avec des influences alternées des climats méditerranéen, continental et océanique. Les hivers sont assez rigoureux (gelées parfois fortes, brouillard fréquent et chutes de neige épisodiques) et les étés sont chauds et ensoleillés.
Le vent souffle souvent : la bise se fait sentir régulièrement à partir du nord de la vallée du Rhône et le vent de sud souffle souvent et parfois violemment à l'avant des perturbations en provenance de Méditerranée et du sud-ouest. Ce régime de vent d'orientation méridienne (nord/sud) est le résultat de l'alignement des vallées Saône-Rhône et aux reliefs à l'ouest (Massif central) et à l'est (Alpes), qui canalisent le vent dans la vallée. Les orages d'été peuvent être violents et fréquents.

## Climat de Lyon

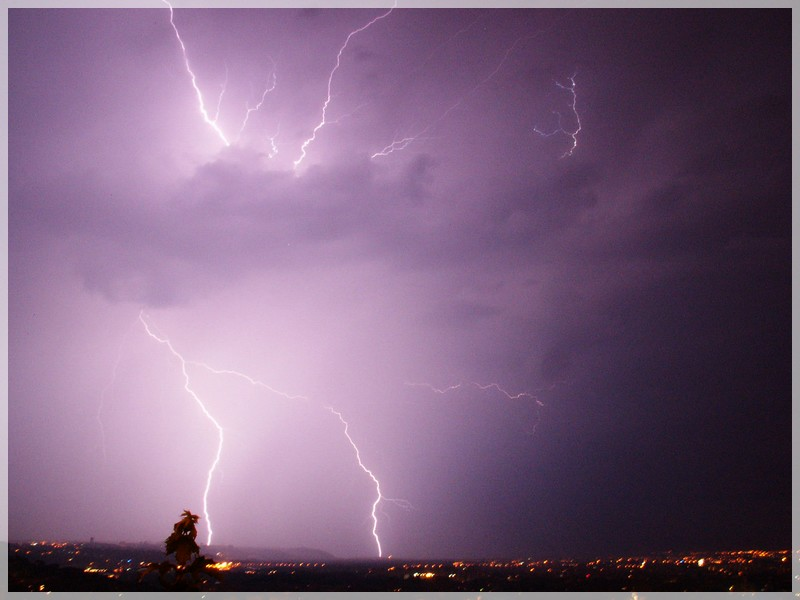
Éclairs lors d'un orage estival sur Lyon.

Lyon possède un climat de type semi-continental à influences méditerranéennes dans lequel les précipitations sont plus importantes en été qu'en hiver. Selon la classification de Köppen, la ville a un climat subtropical humide (Cfa), en bordure d'un climat océanique (Cfb) : le seuil entre ces deux types de climat est une température moyenne de 22 °C pour le mois le plus chaud de l'année. Si l'on considère la moyenne de juillet sur la période 1920-2019 (soit depuis le début des relevés météorologiques officiels à Lyon), nous sommes à 21,3 °C ce qui nous place en Cfb. Alors que sur la dernière période de référence de 30 ans (1981-2010), nous sommes à 22,2 °C ce qui "surclasse" en Cfa. On observe ainsi que le réchauffement climatique entraîne à Lyon une transition d'un climat plutôt continental vers un climat subtropical humide à méditerranéen.
Les étés sont chauds et orageux. Les hivers sont froids et secs, et marqués par des gelées fréquentes mais peu persistantes en raison de la concentration urbaine. Les chutes de neige sont possibles (20 jours/an en moyenne). La sensation de froid y est souvent renforcée par la bise. Les influences méditerranéennes se traduisent notamment par de fortes chaleurs au printemps et en été, ainsi que par des périodes de sécheresses estivales de plus en plus fréquentes ; et par des remontées d'épisodes méditerranéens à l'automne.
À la station Météo France de l'aéroport de Lyon-Bron, la température moyenne annuelle a été, entre 1920 et 2019, de 11,9 °C avec un minimum de 3 °C en janvier et un maximum de 21,3 °C en juillet. La température minimale y a été de −24,6 °C le 22 décembre 1938 et la plus élevée de 41,4 °C le 24 août 2023.
Située dans le quart sud-est de la France, la ville bénéficie d'un bon ensoleillement. La durée moyenne y est de 2001,9 heures par an.
Le record absolu d'épaisseur de neige a été de 33 cm le 31 décembre 1970.
Malgré l'assèchement des zones marécageuses qui entraîne une diminution de l'évaporation des eaux, le nombre de jours de brouillard à l'automne, à l'hiver et au printemps reste important, notamment dans la vallée de la Saône. Les hivers sont relativement secs et assez froids, et si le tiers des précipitations hivernales tombent sous forme de neige, celles-ci restent relativement peu longtemps au sol. Les frimas sont courants et les températures varient généralement d'une dizaine de degrés au plus pendant la journée. Les étés sont généralement chauds, orageux (avec des pluies parfois assez intenses) et plutôt bien ensoleillés : l'amplitude des températures en journée atteint parfois une vingtaine de degrés, et les températures maximales dépassent parfois les 35 degrés.
Le vent du Midi peut souffler violemment à cause de la compression de l'air dans la vallée du Rhône.
Un important complexe industriel dénommé « couloir de la chimie », implanté le long du fleuve dans le Sud de l'agglomération lyonnaise, constitue une menace de pollution. La qualité de l'air est surveillée par des détecteurs de niveau de pollution qui donnent l'alerte en cas de besoin. Le Sud du quartier de Gerland est d'ailleurs classé site à risque par la directive Seveso (directive européenne 96/82/CE) en raison d'usines implantées non loin.
Les relevés suivants ont été effectués à la station Météo France de l'aéroport de Lyon-Bron :
| Mois                                  | jan.            | fév.             | mars             | avril           | mai             | juin                         | jui.            | août            | sep.            | oct.            | nov.            | déc.             | année            |
| ------------------------------------- | --------------- | ---------------- | ---------------- | --------------- | --------------- | ---------------------------- | --------------- | --------------- | --------------- | --------------- | --------------- | ---------------- | ---------------- |
| Température minimale moyenne (°C)     | 0,3             | 1,1              | 3,8              | 6,5             | 10,7            | 14,1                         | 16,6            | 16              | 12,5            | 9,3             | 4,3             | 1,6              | 8,1              |
| Température moyenne (°C)              | 3,4             | 4,8              | 8,4              | 11,4            | 15,8            | 19,4                         | 22,2            | 21,6            | 17,6            | 13,4            | 7,6             | 4,4              | 12,5             |
| Température maximale moyenne (°C)     | 6,4             | 8,4              | 13               | 16,3            | 20,8            | 24,6                         | 27,7            | 27,2            | 22,7            | 17,4            | 10,8            | 7,1              | 16,9             |
| Record de froid (°C) date du record   | −23 23-01-1963  | −22,5 14-02-1929 | −10,5 07-03-1971 | −4,4 10-04-1949 | −3,8 01-05-1938 | 2,3 01-06-1959               | 6,1 07-07-1962  | 4,6 25-08-1940  | 0,2 24-09-1928  | −4,5 31-10-1950 | −9,4 30-11-1925 | −24,6 22-12-1938 | −24,6 22-12-1938 |
| Record de chaleur (°C) date du record | 19,1 10-01-2015 | 21,9 15-02-1958  | 25,7 22-03-1990  | 30,1 16-04-1949 | 34,2 16-05-1945 | 38,4 22-06-2003 ; 28-06-2019 | 40,4 24-07-2019 | 41,4 24-08-2023 | 35,8 05-09-1949 | 28,4 05-10-1966 | 23 02-11-1924   | 20,2 18-12-1989  | 41,4 24-08-2023  |
| Ensoleillement (h)                    | 73,9            | 101,2            | 170,2            | 190,5           | 221,4           | 254,3                        | 283             | 252,7           | 194,8           | 129,6           | 75,9            | 54,5             | 2 001,9          |
| Précipitations (mm)                   | 47,2            | 44,1             | 50,4             | 74,9            | 90,8            | 75,6                         | 63,7            | 62              | 87,5            | 98,6            | 81,9            | 55,2             | 831,9            |

| Diagramme climatique                                  |            |           |             |              |              |              |          |              |             |             |            |
| J                                                     | F          | M         | A           | M            | J            | J            | A        | S            | O           | N           | D          |
| 6,40,347,2                                            | 8,41,144,1 | 133,850,4 | 16,36,574,9 | 20,810,790,8 | 24,614,175,6 | 27,716,663,7 | 27,21662 | 22,712,587,5 | 17,49,398,6 | 10,84,381,9 | 7,11,655,2 |
| Moyennes : • Temp. maxi et mini °C • Précipitation mm |            |           |             |              |              |              |          |              |             |             |            |

Lyon intra muros connait un îlot de chaleur urbain plus ou moins important suivant les conditions météorologiques. Cela est dû à la densité urbaine, aux activités humaines mais surtout au manque de végétalisation et de surfaces claires (donc réfléchissant la lumière). Les températures relevées à l'aéroport de Lyon-Bron qui se trouve en zone péri-urbaine sont généralement inférieures à celles du centre-ville pourtant situé à quelques kilomètres. Cet îlot de chaleur rend les nuits caniculaires particulièrement difficiles à supporter là où il est le plus marqué.
Cela n'est pas une fatalité. L'ICU peut être quasiment réduit à néant en repensant l'urbanisation si l'on veut que Lyon reste vivable l'été même avec le réchauffement climatique : plantation d'arbres, massifs végétalisés, bâtiments végétalisés ou clairs (même le toit), revêtements de chaussées ou de trottoirs clairs etc.

## Climat de Villefranche-sur-Saône
| Mois                              | jan. | fév. | mars | avril | mai  | juin | jui. | août | sep. | oct. | nov. | déc. | année |
| --------------------------------- | ---- | ---- | ---- | ----- | ---- | ---- | ---- | ---- | ---- | ---- | ---- | ---- | ----- |
| Température minimale moyenne (°C) | −0,6 | 0    | 2,8  | 5,4   | 9,3  | 12,6 | 14,8 | 14,2 | 11,5 | 7,3  | 3,5  | 0,5  | 6,8   |
| Température moyenne (°C)          | 2,5  | 3,8  | 7,8  | 10,7  | 14,8 | 18,3 | 20,6 | 20   | 16,9 | 11,8 | 6,9  | 3,3  | 11,5  |
| Température maximale moyenne (°C) | 5,7  | 7,7  | 12,8 | 16,1  | 20,3 | 24   | 26,5 | 25,9 | 22,3 | 16,3 | 10,3 | 6,2  | 16,4  |
| Précipitations (mm)               | 49   | 47   | 51   | 55    | 78   | 78   | 57   | 75   | 77   | 69   | 65   | 50   | 751   |

| Diagramme climatique                                  |        |           |           |           |          |            |            |            |           |           |          |
| J                                                     | F      | M         | A         | M         | J        | J          | A          | S          | O         | N         | D        |
| 5,7−0,649                                             | 7,7047 | 12,82,851 | 16,15,455 | 20,39,378 | 2412,678 | 26,514,857 | 25,914,275 | 22,311,577 | 16,37,369 | 10,33,565 | 6,20,550 |
| Moyennes : • Temp. maxi et mini °C • Précipitation mm |        |           |           |           |          |            |            |            |           |           |          |